# پیتر آچینستاین
پیتر آچینستاین (به انگلیسی: Peter Achinstein)، (زاده ۳۰ ژوئن ۱۹۳۵) فیلسوف علم آمریکایی در دانشگاه جان هاپکینز است.

## زندگی‌نامه
آچینستاین پسر بتی (نام خانوادگی کومراس) و اقتصاددان آشر آچینستاین است. او مدرک کارشناسی و دکتری خود را با پایان‌نامه‌ای در مورد نظریه احتمال کارنپ از دانشگاه هاروارد دریافت کرد. فیلسوف آلمانی، کارل گوستاو همپل، در بازدید از هاروارد در سال ۱۹۵۳–۱۹۵۴ او را تشویق کرد که فلسفه علم را دنبال کند. پس از دریافت کمک‌هزینه تحصیلی در هاروارد، آچینستاین در سال ۱۹۵۹ یک سال را در آکسفورد گذراند و زیر نظر پیتر استراوسن کار کرد. در آکسفورد در سمینارها و سخنرانی‌هایی که توسط گیلبرت رایل، آلفرد جی آیر و جان لانگشاو آستین ارائه شده بود، شرکت کرد. آچینستاین متخصص در فلسفه علم با علایق زیادی در تاریخ علم است.

## آثار
- مفاهیم علم: تحلیل فلسفی (۱۹۶۸)
- قانون و تبیین: مقاله‌ای در فلسفه علم (۱۹۷۱)
- ماهیت توضیح (۱۹۸۳)
- مفهوم شواهد (۱۹۸۳)
- ذرات و امواج: مقالات تاریخی در فلسفه علم (۱۹۹۱)
- کتاب شواهد (۲۰۰۳)
- شواهد، تبیین و رئالیسم: مقالاتی در فلسفه علم نوشته پیتر آچینشتاین (۲۰۱۰)
- شواهد و روش: راهبردهای علمی آیزاک نیوتن و جیمز کلرک ماکسول (۲۰۱۳)
- حدس و گمان: درون و دربارهٔ علم (۲۰۱۸)